# Jeg ved en lærkerede (film)
Jeg ved en lærkerede er en dansk børnefilm fra 2015 instrueret af Simon Peter Petersen.

## Handling
Et dysfunktionelt par kæmper med deres kommunikation og for at få forholdet til at fungere trods deres meget store problemer.

## Medvirkende
- Karim Theilgaard, Bonde
- Henriette Wybrandt, Bondekone